# Remigio Paone
Remigio Paone (Formia, 15 settembre 1899 – Milano, 7 gennaio 1977) è stato un regista teatrale, produttore teatrale e direttore teatrale italiano.

## Biografia
Frequentò il liceo classico e si iscrisse alla facoltà di giurisprudenza a Roma, ma presto passò all’Istituto di scienze economiche e commerciali, laureandosi nel 1922, con una tesi su La partecipazione degli operai agli utili delle aziende. Si dedicò al giornalismo, inizialmente scrivendo sulla Rassegna della previdenza sociale, poi come cronista parlamentare su Il Mondo.  Di idee socialiste, la sua passione politica lo portò a diventare collaboratore del senatore Luigi Della Torre, noto banchiere e manager nonché esponente di spicco del socialismo milanese, Passò quindi a lavorare alla Banca Zaccaria Pisa di Milano.
Ma la passione per il teatro lo aveva fortemente attratto già dagli anni dell'università, e lo aveva portato a far parte della Compagnia degli Sciacalli, giovani decisi a rinnovare i cartelloni teatrali con una drammaturgia contemporanea e innovativa; si avvicinò così a Orio Vergani e ad Anton Giulio Bragaglia. Fu anche amico intimo di Luigi Pirandello. Dopo avere talvolta recitato come attore, nel 1929, facendo uso della propria competenza manageriale, assunse la gestione della compagnia di Sem Benelli, riuscendo a farla uscire da una grave situazione di dissesto. Fu da allora che divenne impresario teatrale.
Nel 1929, con Bragaglia, con una rischiosa decisione in tempi di regime fascista, mise in scena per la prima volta in Italia L'opera da tre soldi di Bertolt Brecht, mascherandola con il titolo La veglia dei lestofanti, e presentandola come "commedia jazz" sui cartelloni. Nel 1934 fondò e diresse l’Unione nazionale arte drammatica, con l'approvazione del ministro per la Stampa e la Propaganda Galeazzo Ciano, che in passato aveva conosciuto Paone avendo fatto parte della Compagnia degli Sciacalli. Nello stesso tempo, per le sue idee di sinistra, era schedato e sorvegliato dall'OVRA. Nel 1938 ottenne in gestione il Teatro Nuovo di Milano mentre Angelo Rizzoli lo sostenne finanziariamente, dandogli la possibilità di fondare la Spettacoli Errepi, impresa teatrale che negli anni produrrà complessivamente 127 spettacoli. Nel 1943 il regime lo costrinse ad allontanarsi da Milano, e Paone si rifugiò a Roma dove visse recluso in case di amici. Ma non abbandonò il teatro e riuscì comunque, insieme a Renato Cialente, a costituire una compagnia di cui facevano parte Elena Zareschi, Annibale Betrone e Vittorio Gassman, con i quali mise in scena al Teatro Argentina L'albergo dei poveri di Gorkij per la regia di Peter Sharoff. Tristemente, all'uscita da una di queste rappresentazioni, Cialente morì improvvisamente, investito da un camion tedesco.
Subito dopo l'8 settembre partecipò alla Resistenza entrando in clandestinità; sia a Roma che a Milano utilizzò le proprie residenze e persino il Teatro Nuovo per riunioni clandestine di antifascisti. Collaborò all'organizzazione dell'evasione dal carcere di Sandro Pertini e Giuseppe Saragat, utilizzando i propri rifugi, dando asilo anche a Giorgio Amendola e Bruno Buozzi. Dopo la Liberazione tornò a Milano, fu attivo nella Federazione del PSI e fu candidato del Fronte democratico popolare alle elezioni politiche del 1948. Con diversi intellettuali provenienti dalla Resistenza, contribuì a fondare la Casa della cultura, un centro di dibattito culturale che vide la partecipazione di importanti nomi, fra cui Lelio Basso, Guido Piovene, Giuliano Procacci, Franco Fortini, Mario Dal Pra, Cesare Musatti, Rossana Rossanda, Enzo Paci,
Nell'immediato dopoguerra, a partire dallo straordinario successo di Cantachiaro, la Errepì produsse un gran numero di rilevanti spettacoli, specialmente di rivista, spesso molto dispendiosi (e con non pochi rischi finanziari, sfiorando talvolta il dissesto). Lanciò gli sceneggiatori Garinei e Giovannini e una schiera di artisti brillanti destinati a sfolgoranti carriere (Renato Rascel, Delia Scala, Gianni Agus, Quartetto Cetra, Lauretta Masiero, Marisa Del Frate), promuovendo lo storico passaggio, a metà degli anni Cinquanta, dal varietà alla commedia musicale. 
Nel campo della prosa produsse: nel ’49 la compagnia Ruggeri-Gramatica, nel ’54 la compagnia De Lullo-Falk-Buazzelli-Guarnieri che poi, con il subentro Romolo Valli al posto di Tino Buazzelli, diventò la Compagnia dei Giovani. Nel 1953 organizzò una grande tournée di Gino Cervi a Parigi con il Cyrano de Bergerac. Portò in Italia l’Old Vic di Londra, e da Parigi la compagnia di Louis Jouvet, Edwige Feuillère, Jean Vilar e la Comédie-Française. Fece venire in Italia anche l’Opera di Pechino, Joséphine Baker, Maurice Chevalier, Louis Armstrong e Duke Ellington.
Promosse anche il teatro musicale classico e negli anni sessanta divenne sovrintendente del Teatro del Maggio Musicale Fiorentino e alla sua energia si deve se tale teatro risorse in poche settimane dalla catastrofe della alluvione del novembre 1966. Durante la sua gestione del teatro fiorentino si segnalò per una edizione straordinaria, nel 1967, del Ballo Excelsior di Luigi Manzotti su musica di Romualdo Marenco, che riscosse un successo enorme di pubblico e qualche disapprovazione da parte del paludato mondo della critica musicale. Devoto ammiratore di Arturo Toscanini e amico stretto della di lui famiglia, si devono in grande misura a Paone la scoperta e il primo lancio di un maestro come Riccardo Muti.